# Gamesys
Gamesys Group — разработчик программного обеспечения и оператор, который на текущий момент управляет несколькими онлайн платными и социальными слотами в Великобритании и других европейских странах, а также сайтами бинго и казино как для мобильных устройств, так и планшетных ПК. Gamesys и Facebook запустили на своей платформе первое веб-приложение для азартных игр на реальные деньги. Компанию основали в 2001 году Ноэл Хайден, Робин Томбс, Эндрю Диксон и небольшая команда разработчиков. Теперь они предоставляют работу 900 людям. Главный офис компании находится в центральной части Лондона.

Gamesys занял пятую позицию в списке онлайн игровых компаний «eGR Power50», опубликованном журналом eGaming Review.
Группа включает:
- Gamesys Limited — разработка программного обеспечения и услуги технической поддержки;
- Mice aand Dice Ltd — внутреннее маркетинговое агентство для бизнеса;
- Profitable Play Ltd — лицензированный оператор портала Jackpotjoy.com и StarSpins, зарегистрированных в Гибралтаре;
- Leisure Spin Ltd — лицензированный оператор порталов se.jackpotjoy.com и it.jackpotjoy.com, зарегистрированных в Гибралтаре;
- Entertaining Play Limited — лицензированный оператор порталов SunBingo.com, FabulousBingo.com, CaesarsBingo.com, CaesarsCasino.com и HeartGames.com, зарегистрированный в Гибралтаре;
- Nozee Limited — лицензированный оператор портала Virgingames.com, зарегистрирован в Гибралтаре;
- Gamesys Spain Plc — лицензированный оператор портала Botemania.es, зарегистрирован в Гибралтаре.

## Отраслевые награды
Gamesys был назван номером 1 в Великобритании среди наиболее быстрорастущих частных технологических компаний в The Sunday Times Tech Track 100 2006 года. В списке 2007 года Gamesys имел 28 позицию.
По оценкам журнала EGR Magazine, Gamesys становился победителем в следующих номинациях:
- в 2011 году — слот-оператор года, бинго-оператор года, лучшая маркетинговая кампания года;
- в 2012 году — партнёрская программа года, оператор года по предоставлению услуг клиентам, социальный казино-продукт года[4];
- в 2013 году — инновации в слотах, инновации в бинго[5].

## Веб-сайты
Первичный бренд группы компаний по разработке игрового программного обеспечения — это Jackpotjoy.com, который предлагает и бесплатные, и платные версии своих игр. Играть в игры можно в браузере, без каких-либо загрузок.
Jackpotjoy запустил игры на основе классического британского ТВ-шоу, включая The Price Is Right, Strike It Lucky, Deal or No Deal. Компания лицензировала своё программное обеспечение под брендом Botemania.
Gamesys теперь обеспечивает исполнение контрактов с News International по поводу порталов SunBingo.co.uk и FabulousBingo.co.uk и предоставляет программное обеспечение, поддержку и услуги News International. Перезапуск SunBingo.co.uk был сделан 26 августа 2008 года после решения отдать его Gamesys после окончания контракта с Tombola. FabulousBingo.co.uk был запущен в сентябре 2011 года вскоре после прекращения деятельности воскресной газеты News of the World и её сопровождения сайта игры бинго.
Компания имеет контракт с Caesars Entertainment Corporation, владельцем Сизарс-пэлас, относительно игровых сайтов CaesarsBingo.com site и Games.Heart.co.uk для радио Heart FM.
Испанский сайт botemania.es также является частью сети Gamesys.
Бренд Jackpotjoy компании Gamesys Limited и другие активы были проданы в феврале 2015 года канадской компании Intertain Group, работающей в индустрии азартных игр онлайн, с рассрочкой платежа на срок 3-5 лет с первоначальной суммой платежа £425,8 млн. Цена продажи состоит из комбинации наличных денег, денежного выражения акций и платежей в случае высокой эффективности компании в будущем.